# Miami County (Indiana)
Miami County is een county in de Amerikaanse staat Indiana.
De county heeft een landoppervlakte van 968 km² en telt 36.903 inwoners (volkstelling 2010). De hoofdplaats is Peru.

## Bevolkingsontwikkeling

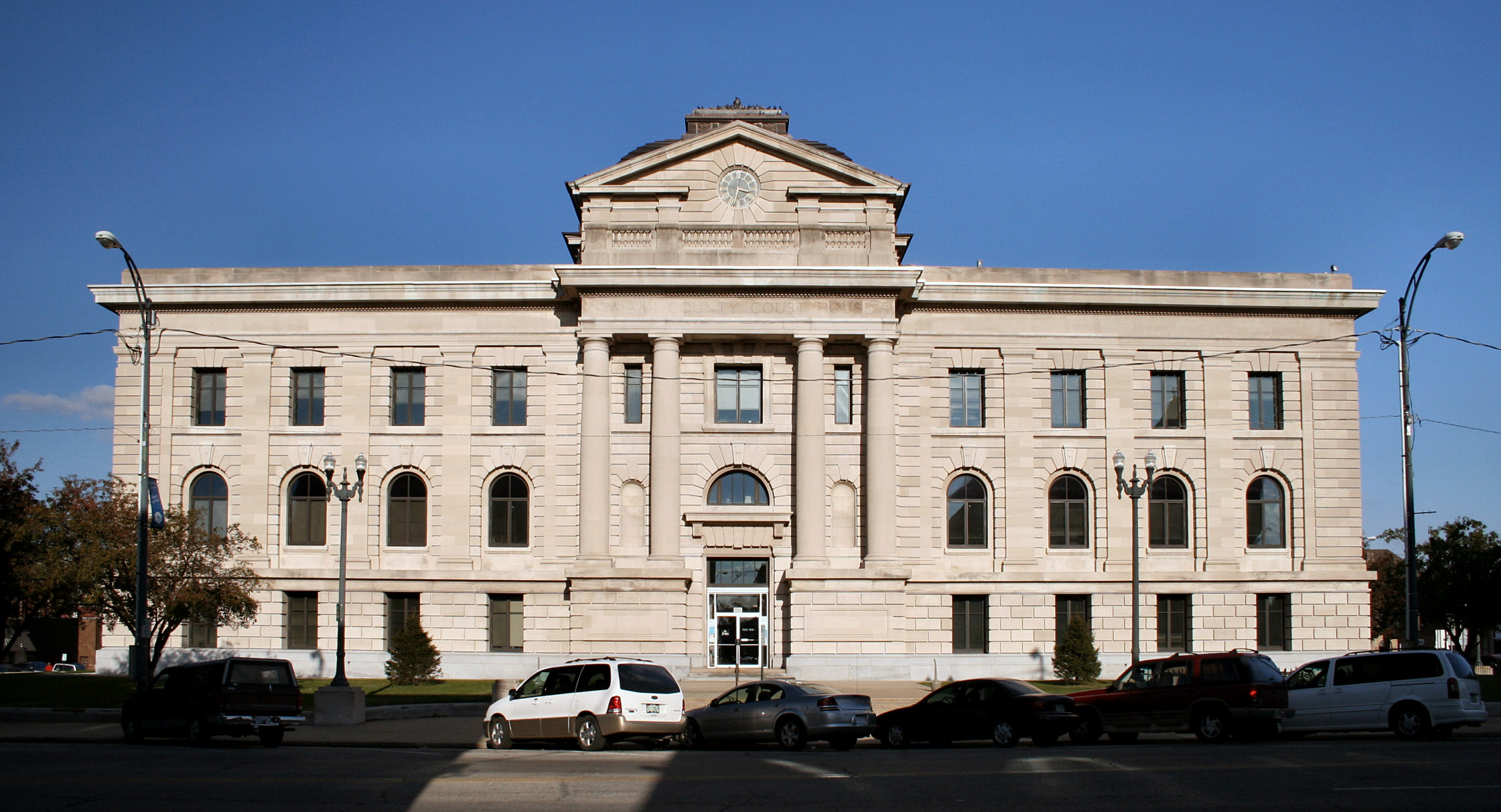
Miami County Courthouse